# أنخيل ليون غوثالو
أنخيل ليون غوثالو (بالإسبانية: Ángel León Gozalo، ولد في 2 أكتوبر 1907، فيايون دي كامبو، بلد الوليد، إسبانيا - توفي في 10 أغسطس 1979) لاعب إسباني. تنافس في رياضة الرماية.
حصل على الميدالية الفضية في دورة الألعاب الأولمبية الصيفية عام 1952، كما حاز على الميدالية البرونزية في بطولة العالم للرماية عام 1949.

## إنجازاته

### الألعاب الأولمبية الصيفية
- 1952 هلسنكي  فنلندا:  ميدالية فضية في فئة المسدس من 50 متر (50 metre pistol).

### بطولة العالم للرماية
- 1949 بوينس آيرس  الأرجنتين:  ميدالية برونزية في فئة المسدس من 50 متر (50 metre pistol).

## روابط خارجية
- أنخيل ليون غوثالو على موقع أوليمبيديا (الإنجليزية)